# Ángel Bustos
Juan Ángel Bustos Pizarro (Antofagasta, Región de Antofagasta, 16 de enero de 1961) es un exfutbolista chileno, jugaba de mediocampista, militó en diversos clubes de Chile y México.

## Trayectoria
Ángel Bustos volante ofensivo, se inició futbolísticamente en el club de su ciudad, Deportes Antofagasta en 1979. Allí permaneció hasta 1984 cuando fichó por el cuadro Unión La Calera recién ascendido a la Primera división.
Continua su carrera en Huachipato en 1986, con el cuadro acerero logra un muy buena campaña llegando a la Liguilla para Copa Libertadores, aquella temporada logra 16 goles convirtiéndose en el segundo goleador del campeonato.
Tras un breve paso por Colo-Colo, es contratado por el Atlético Morelia en la temporada 1987-88 donde permaneció en el club hasta la campaña 1989-90. Junto a otros dos chilenos Juan Carlos Vera y Marco Antonio “Fantasma” Figueroa, conformaron un tridente ofensivo que lo hacen estar dentro de los grandes jugadores de la historia de la institución.
En su paso por el equipo marcó 32 goles y se encumbró como mejor anotador del club en la campaña 1988-98 con 17 tantos, entre ellos destaca el primer gol del club en el nuevo Estadio Morelos, fue el 9 de abril de 1989 en la jornada 28 del torneo frente a las águilas del América ante aproximadamente 50.000 espectadores, el resultado final fue de victoria de 2-1 del equipo local.
Militaría después con distinta suerte en Venados de Yucatán y en los Pumas de la UNAM de México, y en los clubes chilenos Cobreloa, Fernández Vial y Deportes Ovalle, donde se retira de fútbol profesional en 1995.

## Clubes
| Club                 | País   | Año       |
| -------------------- | ------ | --------- |
| Deportes Antofagasta | Chile  | 1979-1984 |
| Unión La Calera      | Chile  | 1985      |
| Huachipato           | Chile  | 1986      |
| Colo-Colo            | Chile  | 1987      |
| Morelia              | México | 1987-1990 |
| Cobreloa             | Chile  | 1990-1991 |
| Fernández Vial       | Chile  | 1992      |
| Venados Yucatán      | México | 1993      |
| Pumas UNAM           | México | 1993-1994 |
| Deportes Ovalle      | Chile  | 1994-1995 |